# Лейлубка (Ошмянский район)
Лейлубка (бел. Лэ́йлубка) — деревня в Ошмянском районе Гродненской области Белоруссии. В составе Жупранского сельсовета. На левом берегу реки Лейлубка находилось имени Лейлубка (другое название Стецковщина).

## География
Ближайшие населённые пункты Людвиново, Новошишки, Ожелеи и др.
Пролегают дороги Н20371, Р52. Рядом трасса М7 (Е28). 

### Гидрография
Расположена на правом берегу реки Лейлубка.

## Этимология
Название деревни происходит от названия реки Лейлубка (Лейлупка), на которой расположена деревня.
Точный аналог этому гидрониму — название литовской речки Lail-upė ля Кярнаве, от lailėti «расти слабым; увядать», upė «река». Вариант того же корня Leil- в прусском названии озера Leylisken.
Таким же образом образованы названия Индрубка, Болтуп.

## История
Согласно Литовской метрике за 1690 год и описи Ошмянского деканата за 1784 год, Лейлубка находилась во владении ошмянских ксендзов доминиканцев.

В книге «Список волостей и сельских обществ по мировым участкам Виленской губернии 1874 года» отмечено, что Лейлубка принадлежала татарскому знатному роду Кричинских. 
Одним из владельцев Лейлубки был Александр Осипович (сын Османа) Кричинский, офицером уланов российской армии, член шляхетской опеки, земский судья Ошмянского уезда, выбирался в ошмянское городское самоуправление. Трижды был женат, от последней жены Гелены из Базаревичей имел сына Александра и дочь Гелену. По наследству имение перешло сначала его сыну Александру, а после его смерти в 1905 году — имением стала владеть дочь Гелена, которая вышла замуж за заместителя прокурора Вильнюсского окружного суда в 1923—1929 гг. Константина Сулькевича (1888—1940?). Константин и Гелена Гозман-Сулькевичи имели дочь Нину.
Из книги Гашкевича «Виленская губерния ...» известно, что по состоянию на 1903 год, имению Лейлубка (Кричинского) принадлежало 150 десятин земли и 21 житель (13 м., 8 ж.), к мельнице Лейлубка (Кричинского) — 20 десятин и 8 жителей (4 м., 4 ж.).
В 1905 году в Ошмянском уезде Полянской волости Виленской губернии.
В 1931 году в деревне Лейлубка было 12 домов и 63 жителя, а в имении 4 дома и 32 жителя.
До 2 декабря 1961 года деревня входила в состав Повяжинского сельсовета, после — в состав Жупранского сельсовета. До 20 июня 1988 года деревня входила в состав Полянского сельсовета.

## Население

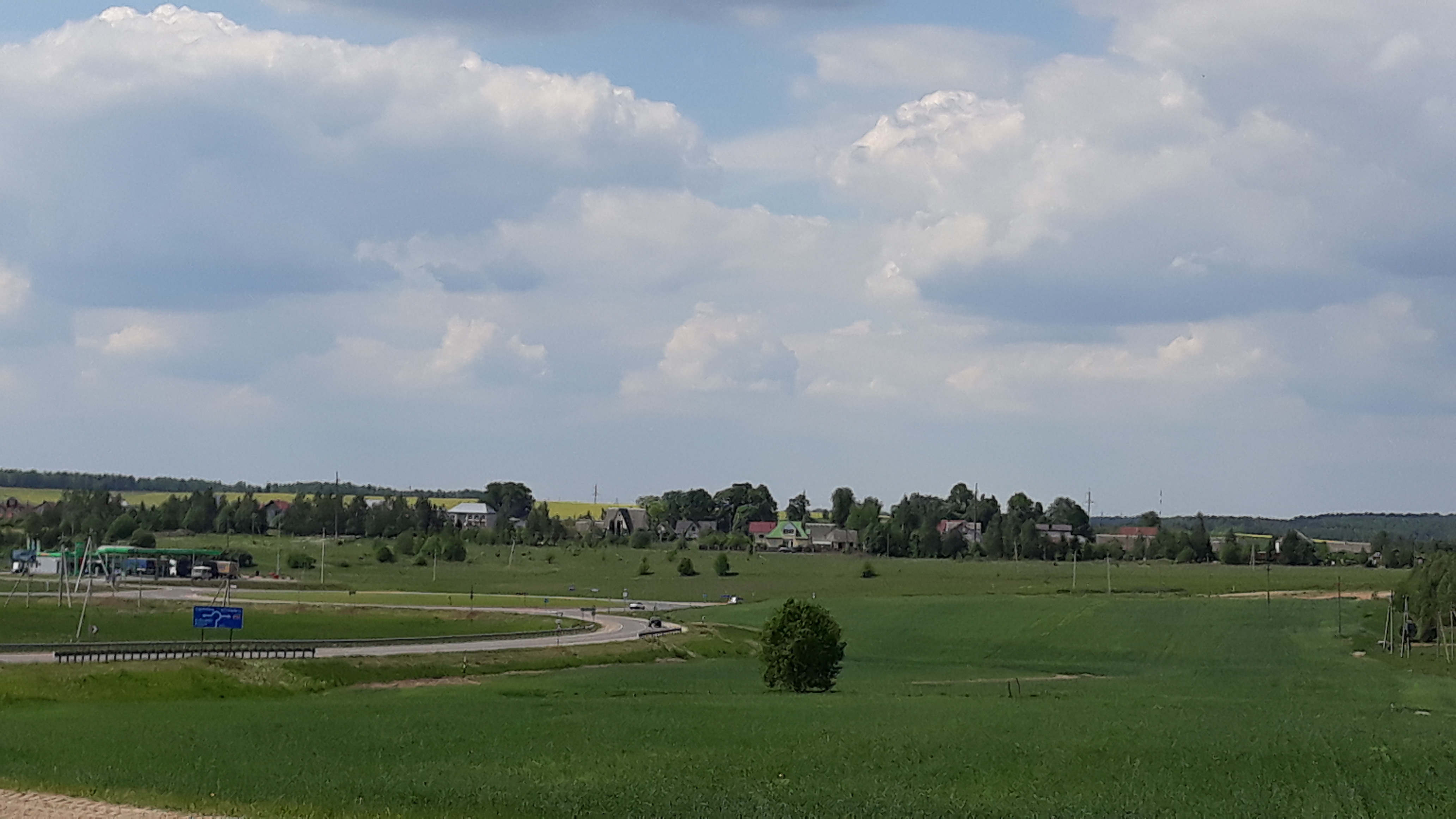

### Численность
- 2009 год — 119 жителей

### Динамика
- 1999 год — 94 жителей (перепись населения)
- 2009 год — 119 жителей (перепись населения)[3]

## Известные лица
- Лосева, Регина Станиславовна (род. 1961) — мастер спорта по лыжным гонкам (1980), мастер спорта международного класса по спортивной ходьбе (1982), кандидат в мастера спорта по лёгкой атлетике (кросс), по биатлону.